# Bell (Florida)
Bell es un pueblo ubicado en el condado de Gilchrist en el estado estadounidense de Florida. En el Censo de 2010 tenía una población de 456 habitantes y una densidad poblacional de 105,62 personas por km².

## Geografía
Bell se encuentra ubicado en las coordenadas 29°45′25″N 82°51′43″O / 29.75694, -82.86194. Según la Oficina del Censo de los Estados Unidos, Bell tiene una superficie total de 4.32 km², de la cual 4.32 km² corresponden a tierra firme y (0%) 0 km² es agua.

## Demografía
Según el censo de 2010, había 456 personas residiendo en Bell. La densidad de población era de 105,62 hab./km². De los 456 habitantes, Bell estaba compuesto por el 94.3% blancos, el 0.44% eran afroamericanos, el 0.44% eran amerindios, el 0.88% eran asiáticos, el 1.75% eran isleños del Pacífico, el 1.75% eran de otras razas y el 0.44% pertenecían a dos o más razas. Del total de la población el 10.75% eran hispanos o latinos de cualquier raza.